# George Strait
George Harvey Strait (Poteet, 18 maggio 1952) è un cantante, cantautore, attore e produttore discografico statunitense.
Soprannominato "King of Country" (in italiano: Re del Country), Strait è spesso considerato da critica e pubblico come una leggenda vivente. Noto per la sua immagine di cowboy, egli è ritenuto il principale esponente della musica country "neo-tradizionale", che si basa sul completo distaccamento da influenze pop, rock o di qualsiasi altro stile, per prediligere invece un suono quanto più possibile vicino a quello originario di questo genere. Strait è considerato, per via del suo timbro riconoscibile e della sua voce vellutata, uno dei migliori cantanti della storia del country. Nel 2023 la nota rivista Rolling Stone lo ha inserito nella lista dei migliori 200 cantanti nella storia della musica.
Unanimemente riconosciuto come uno dei più influenti e popolari artisti nella storia della musica statunitense, nella sua carriera ha venduto oltre 120 milioni di dischi in tutto il mondo ed ha anche vinto un Grammy Award; inoltre nei soli Stati Uniti, secondo i dati ufficiali RIAA, un totale di 77 tra singoli e album hanno raggiunto una certificazione (di cui 20 dischi multi-platino, 33 dischi di platino e 24 dischi d'oro). Egli è spesso, sia nei concerti che in studio, accompagnato dal suo gruppo country di supporto, i Ace in the Hole Band, con i quali collabora fin dal 1975, anno di inizio della sua carriera.
Il 15 giugno 2024, Strait ha stabilito il nuovo record per il concerto con il maggior numero di spettatori paganti nella storia degli Stati Unti, con un pubblico stimato di 110,905 persone al Kyle Field at Texas A&M. Con 44 brani che hanno raggiunto la prima posizione, Strait detiene anche il record di maggior numero di canzoni in cima alle classifiche di musica country. Nessuno, in una singola classifica ufficiale Billboard, ha mai avuto un numero maggiore di successi alla prima posizione come George Strait.

## Primi anni
George Harvey Strait nasce il 18 maggio 1952 a Poteet, in Texas da John Byron Strait Sr. e Doris Couser. A Pearsall, nella contea di Frio, suo padre insegnava matematica ed era proprietario di un ranch di allevamento di bovini. La famiglia lavorava in un ranch alle porte di Big Wells, in Texas, durante i fine settimana e durante le vacanze. Durante l'ultimo anno di scuola elementare, i genitori di George divorziarono e sua madre si trasferì portando con sé la sorella Pency, mentre George e suo fratello John Jr. "Buddy" (1950-2009) restarono con il padre.
George iniziò a interessarsi alla musica quando frequentava ancora la scuola superiore di Pearsall, dove suonava in una band locale di Rock and roll. I Beatles erano il suo gruppo preferito ed egli affermava di ascoltare le loro canzoni decine di volte. Le sue preferenze cambiarono verso la musica country grazie all'interesse per i cantanti in voga nel periodo, Hank Thompson, Lefty Frizzell, Merle Haggard, George Jones, Bob Wills, Hank Williams e Frank Sinatra, che influenzarono profondamente il suo stile. Contrariamente al solito, Strait non iniziò con i passaggi nelle radio locali, ma preferì sin da subito le esibizioni dal vivo.
Dopo una breve fuga con Norma, la sua fidanzata dei tempi delle scuole superiori, i due si sposarono in Messico il 4 dicembre 1971, e, nello stesso anno, George si arruolò nell'Esercito statunitense. Collocato alle Hawaii come parte della 25ª Divisione di Fanteria, Strait prese parte alla band sponsorizzata dall'esercito, "Rambling Country". Durante la permanenza alle Hawaii, George e Norma ebbero la loro prima figlia, Jenifer, il 6 novembre 1972.
Dopo il congedo con onore nel 1975, George si iscrisse alla Southwest Texas State University a San Marcos, laureandosi in scienze agrarie. Durante gli anni di università, si unì alla band "Stoney Ridge", dopo aver risposto ad un annuncio della stessa band che cercava un nuovo cantante. Strait divenne subito il leader della band e ne cambiò il nome in "Ace in the Hole Band", iniziando ad esibirsi in molti locali in Texas, da Huntsville a Houston.
Dopo aver ottenuto un folto seguito in Texas, la band registrò un disco con le migliori canzoni eseguite, tra le quali That Don't Change The Way I Feel About You e I Can't Go On Dying Like This, per la casa discografica locale. Il disco non ebbe un grande successo, e il cantante continuò a gestire il ranch di famiglia per guadagnare di più.
Strait continuò a suonare con la sua band nei locali e alle feste senza avere nessuna connessione con l'industria del country, ma riuscendo a coltivare diverse amicizie importanti come quella con Erv Woolsey, che aveva lavorato in passato per l'importante etichetta MCA Records.
Woolsey convinse alcuni suoi contatti alla Music Row (casa discografica di Nashville) a recarsi in Texas per ascoltare Strait e la sua band. Impressionati dalla musica e dalla band, gli emissari della Music Row non erano però convinti che lo swing fin troppo western della band potesse avere un reale seguito tra il pubblico e quindi ritornarono a Nashville senza concludere alcun accordo.
Dopo molti infruttuosi viaggi a Nashville in cerca di una casa discografica disposta a pubblicare le sue canzoni, Strait considerò la possibilità di smettere con la musica. Gli fu offerto un lavoro come designer di recinti per bovini e lui accettò. Diede così alla band la notizia della sua separazione, ma in seguito la moglie lo convinse a continuare con la musica per un altro anno. Poco più tardi, nel febbraio del 1981, la MCA offrì un contratto a Strait che prevedeva la registrazione di una sola canzone, ma che, in caso di successo, gli avrebbe consentito di registrare un intero album. La Ace in the Hole Band restò con lui come supporto al suo nuovo ruolo da solista.

## Carriera musicale

### Anni ottanta
Nella primavera del 1981, Strait pubblicò il suo primo singolo per la MCA Records intitolato Unwound, che salì fino al terzo posto nella classifica Billboard Hot Country Songs di quell'anno, singolo che sarebbe poi stato incluso nell'album di debutto Strait Country. Il disco includeva due ulteriori singoli intitolati Down and Out (16º posto in classifica) e If You're Thinking You Want a Stranger (There's One Coming Home), brano che raggiunse il terzo posto nel 1982 iniziando una striscia di successi che durerà per tutti gli anni novanta. L'album fu giudicato dalla critica come tradizionale, ma innovativo, che rompeva con lo stile pop-country prevalente nel periodo.
Nel 1982, Strait pubblicò il suo secondo album Strait from the Heart, dal quale fu tratto il singolo che per la prima volta nella sua carriera scalò la classifica, Fool Hearted Memory. Dallo stesso album venne tratto Amarillo by Morning, che raggiunse il quinto posto in classifica e venne definito come uno dei più grandi successi country di tutti i tempi. Nel 1983, Strait fece la sua prima apparizione allo Houston Livestock Show and Rodeo per sostituire il musicista Eddie Rabbitt costretto a letto per una forte influenza. La partecipazione all'evento diede il via ad un periodo denso di appuntamenti e trionfi per George che, partecipando alle manifestazioni, cantò per almeno 1 milione di fan e registrò almeno 17 primi posti in classifica per i seguenti 10 anni. Tra il 1983 e il 1984 pubblicò il terzo album Right of Wrong, primo in classifica, e il quarto Does Fort Worth Ever Cross Your Mind, vincitore di un CMA Award. Un anno dopo vinse il CMA Award come migliore voce maschile e pubblicò la sua prima raccolta di "grandi successi" contenente brani tratti dai primi tre album. L'anno seguente Strait pubblicò Something Special, il terzo album consecutivo a scalare la classifica fino al primo posto, che conteneva il singolo The Chair, anch'esso primo in classifica. Nel 1986 vinse di nuovo il CMA Award come voce maschile dell'anno e pubblicò l'album #7, quarto consecutivo a raggiungere il primo posto in classifica.
Strait e la sua famiglia furono colpiti da una tragedia: la figlia tredicenne Jenifer morì in un incidente stradale mentre viaggiava su una Ford Mustang guidata da Gregory Wilson Allen, il quale fu successivamente accusato di omicidio stradale. Mike Cox del Dipartimento per la Sicurezza di Austin dichiarò che l'incidente fu causato dall'eccessiva velocità in curva. Jenifer viaggiava sul lato passeggero e nessuno dei 4 occupanti indossava le cinture di sicurezza. Quando il veicolo si ribaltò dalla parte del passeggero, Jenifer venne sbalzata fuori e morì a causa dell'impatto con l'asfalto. Dopo l'incidente, Strait limitò i contatti con i media e non rilasciò interviste per diversi anni, ma nonostante ciò non smise di fare musica e pubblicò 11 brani che raggiunsero il primo posto in classifica, a partire da Nobody in His Right Mind Would've Left Her, nel 1986, fino a Ace in the Hole, nel 1989. I brani erano contenuti in quattro album: #7, Ocean Front Property del 1987, If You Ain't Lovin' You Ain't Livin' del 1988 e Beyond the Blue Neon del 1989. Tutti raggiunsero la vetta della classifica e Ocean Front Property debuttò direttamente alla prima posizione. Nel 1989 e nel 1990 George vinse di nuovo il CMA Award come artista dell'anno.

### Anni novanta
Strait iniziò il decennio con la pubblicazione del suo decimo album in studio, Livin' It Up, dal quale furono estratti 2 singoli, Love Without End, Amen e I've Come to Expect It From You, che raggiunsero in breve la vetta della classifica. L'album Chill of an Early Fall seguì nel 1991 e ricevette recensioni positive ma, come notato da Entertainment Weekly, Strait aveva cambiato qualcosa rispetto ai precedenti album, dove in sostanza ripeteva sé stesso. Da questo album furono estratti If I Know Me e t, che raggiunsero il primo posto in classifica, ma dopo 31 singoli consecutivi nei primi 10 posti, il singolo Lovesick Blues, che non andò oltre il 24º posto, segnò una battuta d'arresto per la serie di Strait. Nella primavera del 1992, l'album Holding My Own non produsse nemmeno un brano da vetta di classifica, ma 5 brani raggiunsero i primi 5 posti. Sempre nel 1992, Strait interpretò il film Pure Country (inedito in Italia) e pubblicò l'omonima colonna sonora. Fu l'album in studio di maggior successo, da cui furono estratti tre brani, Heartland, I Cross My Heart e When Did You Stop Loving Me, che raggiunsero il primo posto della classifica. Il successo continuò nel 1993 con l'album Easy Come, Easy Go, che raggiunse il primo posto in classifica, dal quale furono estratti I'd Like to Have That One Back, The Man in Love with You ed Easy Come, Easy Go, che raggiunse il primo posto.
I suoi successivi 4 album,Lead On del 1994, Blue Clear Sky del 1996, Carrying Your Love with Me del 1997 e One Step at a Time del 1998, raggiunsero tutti la vetta della classifica country. Grazie a Carrying Your Love with Me, Strait raggiunse per la prima volta nella carriera il primo posto nella Billboard 200. Questa serie di album produsse 8 singoli, quattro dei quali da primo posto in classifica: You Can't Make a Heart Love Somebody, Carried Away, One Night at a Time e I Just Want to Dance with You. Nel 1995, Strait pubblicò un cofanetto di 4 dischi intitolato Strait Out of the Box, che ripercorreva la sua carriera e che diventò il secondo cofanetto più venduto con più di 8 milioni di copie. Fu nominato CMA Miglior Voce Maschile nel 1997 e 1998.
A partire dal 1997 fino ai primi anni del XXI secolo, Strait tenne il George Strait Country Music Festival, che annoverava la partecipazione di artisti come Tim McGraw, Faith Hill, Kenny Chesney e Alan Jackson. Per dare la possibilità di partecipare ad un maggior numero di fan, il festival si proponeva di non fermarsi in uno stesso luogo per più di due volte e non produceva più di venti concerti all'anno. Nel 2009, il festival fu votato come il più importante festival di musica country della storia e raggiunse il top delle vendite di dischi degli anni novanta.
L'ultimo album degli anni novanta fu Always Never the Same del 1999, che raggiunse il secondo posto in classifica, superando addirittura Pure Country che raggiunse il sesto posto nella Billboard 200. I singoli di maggior successo tratti da questo album furono What Do You Say to That, Meanwhile e Write This Down, che raggiunsero la vetta delle classifiche. Le recensioni furono tiepide per questo album, ma il settimanale Entertainment Weekly osservò che, a questo punto della carriera, Strait poteva permettersi di cambiare quello che voleva. Raggiunto il diciassettesimo posto della Billboard 200, il successo di questo album continuò anche negli anni a venire.

### Dal 2000 ad oggi
Strait pubblicò nel 2000 l'album George Strait che, nonostante contenesse due brani da alta classifica, non raggiunse la vetta della classifica e fu il primo album in studio a non diventare album di platino. I singoli Go On e If You Can Do Anything Else, estratti dall'album, arrivarono tra i primi 5 posti in classifica. Nel 2001 fu pubblicato The Road Less Traveled, che ricevette critiche positive dal Rolling Stone che lo descriveva come aderente allo stile country di George, ma con nuovi elementi che lo rendevano superiore alla produzione precedente. A livello vocale, veniva considerato un album "sperimentale". Dall'album furono estratti tre singoli, due dei quali, She'll Leave You with a Smile e Living and Living Well, raggiunsero il primo posto in classifica e si piazzarono nei primi 30 posti della Billboard Hot 100. Il terzo singolo estratto, Run, raggiunse il secondo posto in classifica e la posizione numero 34 della Billboard Hot 100. Nel 2003, Strait pubblicò 2 dischi, uno dei quali, For the Last Time: Live from the Astrodome, fu registrato al Houston Livestock Show and Rodeo e si tenne proprio al Reliant Astrodome, sede dell'allora squadra di football Houston Oilers. 68266 furono i partecipanti che assistettero all'evento, il quale superò il record di Selena Quintanilla del 1995 che contò 67000 perdone circa. Il suo album successivo, Honkytonkville, fu descritto come hard country risultato di un'unione dello Strait vecchio e nuovo. Non produsse nessun singolo da primo posto in classifica, ma due brani, Cowboys Like Us e una cover di Bruce Robison, Desperately, riscontrarono molto successo.

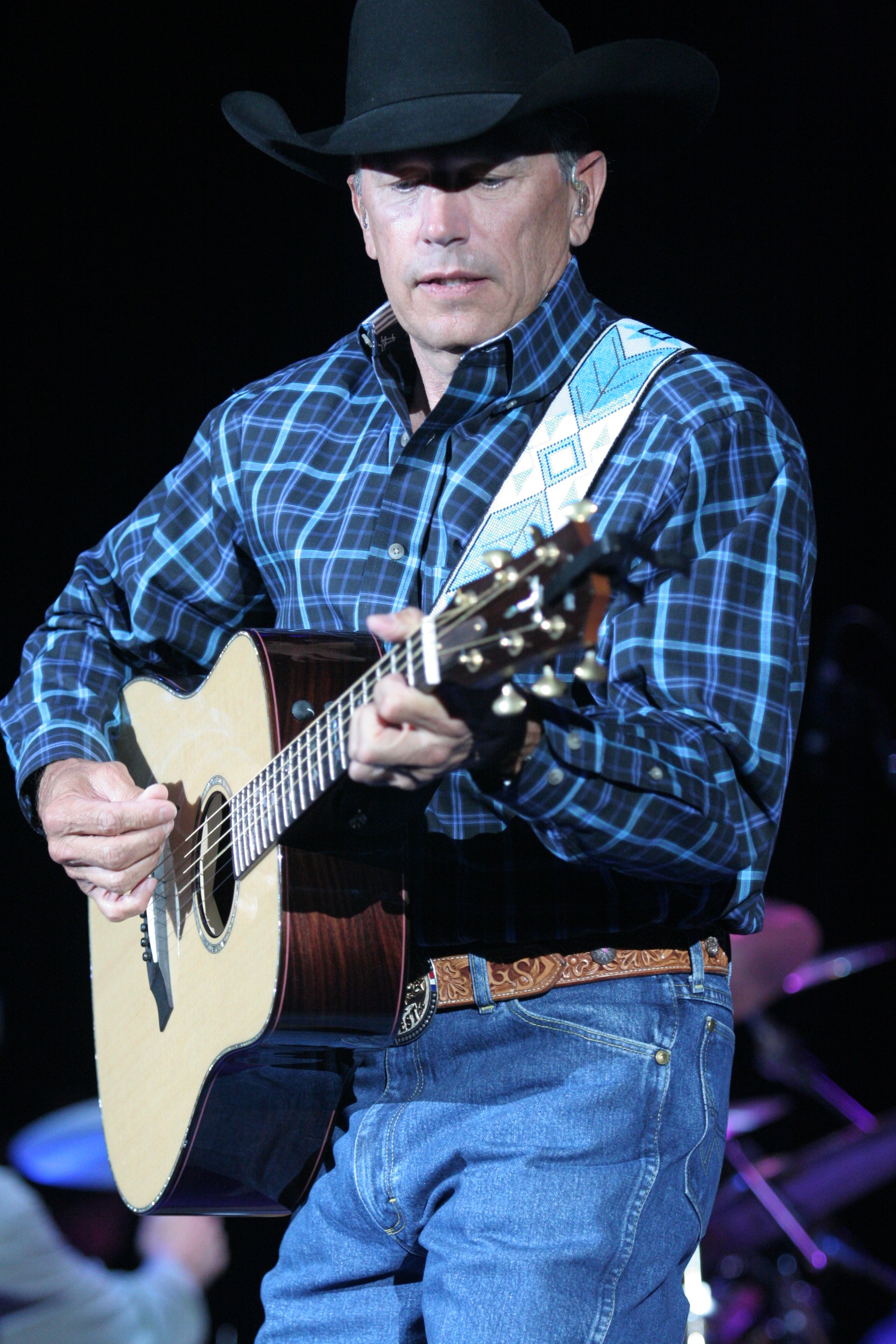
George Strait nel 2008

Nel 2004, il suo spettacolo al Reliant Stadium fissò un nuovo record di pubblico per un Rodeo con 68679 spettatori e, nello stesso anno, pubblicò un'altra raccolta di maggiori successi che comprendeva i 50 brani che raggiunsero il primo posto in classifica, a partire da Fool Hearted Memory fino a She'll Leave You With a Smile, e che includeva anche un brano inedito, intitolato I Hate Everything. L'anno seguente pubblicò l'album Somewhere Down in Texas, che raggiunse il successo con You'll Be There per la prima volta in una classifica non country. Nel 2006 tenne un tour di 18 date con un incasso lordo di circa 15 milioni di dollari. Strait stesso attribuiva il successo al fatto che lui e la sua band erano musicalmente fedeli alle esecuzioni degli album in studio e che avevano un gran numero di canzoni da cui attingere.
Il 6 ottobre 2006, Strait festeggiò 30 anni di carriera nella musica country e pubblicò un nuovo album intitolato It Just Comes Natural. L'album venne registrato a Key West nel Buffett's Shrimp Boat Sound Studio, ritenuto essere uno dei migliori studi di registrazione disponibili, dove venne registrato anche l'album Troubadour che conteneva 15 nuovi brani. Il compositore Dean Dillon, amico di lunga data di Strait, collaborò alla scrittura di due dei brani dell'album, che ricevette per lo più critiche positive. USA Today affermava "[...] continua a far sembrare facile scrivere della musica di qualità". Il primo singolo dall'album, Give It Away, raggiunse la vetta della classifica dando la possibilità ad uno degli autori, la leggenda del country "Whispering Bill" Anderson, di diventare l'unico ad avere un brano al primo posto in classifica in cinque decenni differenti. Il brano che diede il nome all'album, It Just Comes Natural, raggiunse il 42º posto nella Billboard Hot 100.
Nel 2007, l'album Wrapped raggiunse il primo posto nella classifica country "Mediabase 24/7", portando così a 55 i numeri uno della carriera di Strait. Da gennaio ad aprile dello stesso anno, Strait tenne 23 concerti live con la partecipazione della leggenda Ronnie Millsap e di una giovanissima Taylor Swift. Il 1º aprile 2008 fu pubblicato un nuovo album dal titolo Troubadour, che conteneva 12 brani, di cui due in duetto con Patty Loveless e uno con il compositore Dean Dillon. Il primo brano dell'album, I Saw God Today, debuttò al 19º posto della classifica "Radio and Records" e della classifica Billboard, il miglior risultato per un singolo e il quarto miglior debutto per un brano country. L'album debuttò al primo posto della classifica Billboard Top 200, vendendo più di 160'000 copie nella prima settimana di uscita. Nel 2009, River of Love, il terzo singolo tratto dall'album, divenne il 57º numero uno di Strait.
Nell'aprile del 2009, Strait ricevette il premio "Artista del Decennio" dall'Accademia della Muisca Country da parte di Garth Brooks, che deteneva il titolo prima di lui. Nel giugno dello stesso anno, Strait inaugurò con un concerto il nuovo stadio di football dei Dallas Cowboys, il Cowboys Stadium ad Arlington. Il suo singolo Living for the Night, pubblicato il 28 maggio 2009, fu scritto da Strait assieme a suo figlio Bubba e Dean Dillon, e fu il primo brano dell'album Twang, pubblicato l'11 agosto 2009 e certificato come "gold" per aver venduto più di 500000 copie. Nel 2010, La classifica Billboard piazzò Strait al primo tra i migliori 25 artisti degli ultimi 25 anni.
Il 6 settembre 2011, Strait pubblicò l'album Here for a Good Time dal quale vennero estratti i due singoli Here for a Good Time e Love's Gonna Make It Alright, che raggiunsero il primo posto in classifica, portando così a 59 i numeri uno per Strait. Il terzo singolo estratto, Drinkin' Man, non ebbe lo stesso successo, e raggiunse solamente il 37º posto in classifica.

#### Ritiro dalle scene

##### La tournée: The Cowboy Rides Away

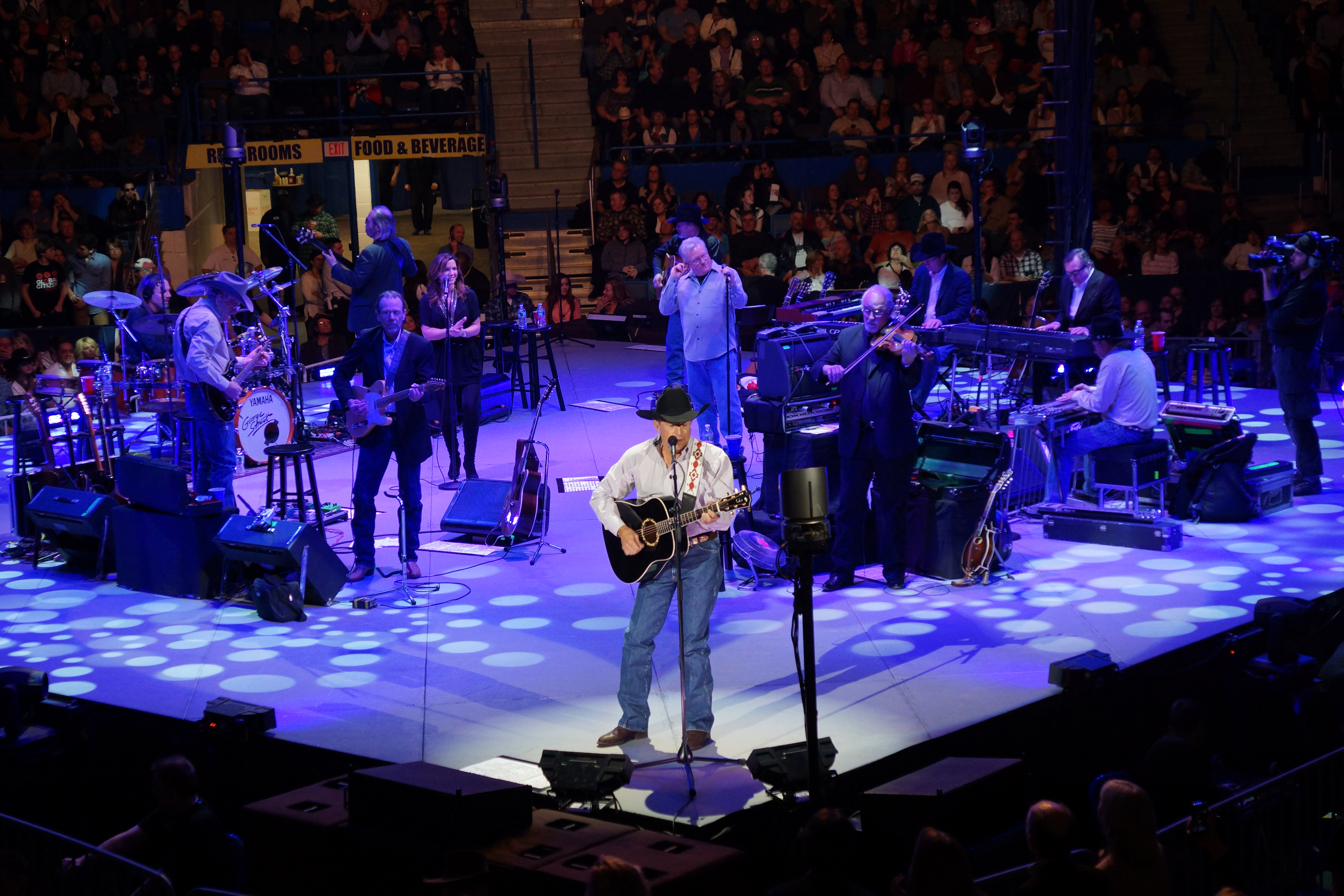
George Strait e il suo gruppo di supporto Ace in the Hole in concerto nel 2013

Nel settembre del 2012, Strait annunciò il ritiro dai concerti live e che il suo show "Cowboy Rides Away Tour" sarebbe stato l'ultimo. Per questo motivo, i biglietti furono esauriti in una manciata di ore. Il tour partì il 18 gennaio 2013 da Lubbock e fu diviso in due parti: 21 concerti nel 2013 e 26 concerti nel 2014, per un totale di 47 serate, l'ultima delle quali si tenne il 7 giugno 2014 ad Arlington. Per questo tour, Strait si avvalse della collaborazione della sua storica band "Ace in the Hole Band" e, per i concerti del 2013, l'artista di apertura per le serate fu Martina McBride. La seconda parte del tour iniziò il 9 gennaio 2014 e gli artisti di apertura furono Jason Aldean, Eric Church, Martina McBride, Miranda Lambert, Little Big Town, Vince Gill, Sheryl Crow, Lee Ann Womack, Merle Haggard, Chris Young, Luke Bryan, Tim McGraw, Faith Hill, Kenny Chesney, Alan Jackson e Asleep at the Wheel. Molti di questi artisti si esibirono insieme durante il concerto finale ad Arlington davanti a 104 793 fan, stabilendo così il record di pubblico per un singolo concerto nella storia delle esibizioni live di tutti gli Stati Uniti e il record di incasso per un singolo evento, di 18 194 374 $. Durante l'ultimo concerto fu registrato un disco intitolato The Cowboy Rides Away: Live from AT&T Stadium e pubblicato il 16 settembre 2014, seguito da un DVD il 10 novembre 2014 in una confezione deluxe che comprendeva anche 2 CD. Il DVD contiene più di tre ore di concerto, e i due CD contengono 28 delle 40 canzoni eseguite durante la serata. Il 29 agosto 2014, il canale televisivo Country Music Television trasmette uno speciale di ben due ore sul concerto intitolato "George Strait: The Cowboy Rides Away".

#### Ripresa della carriera musicale

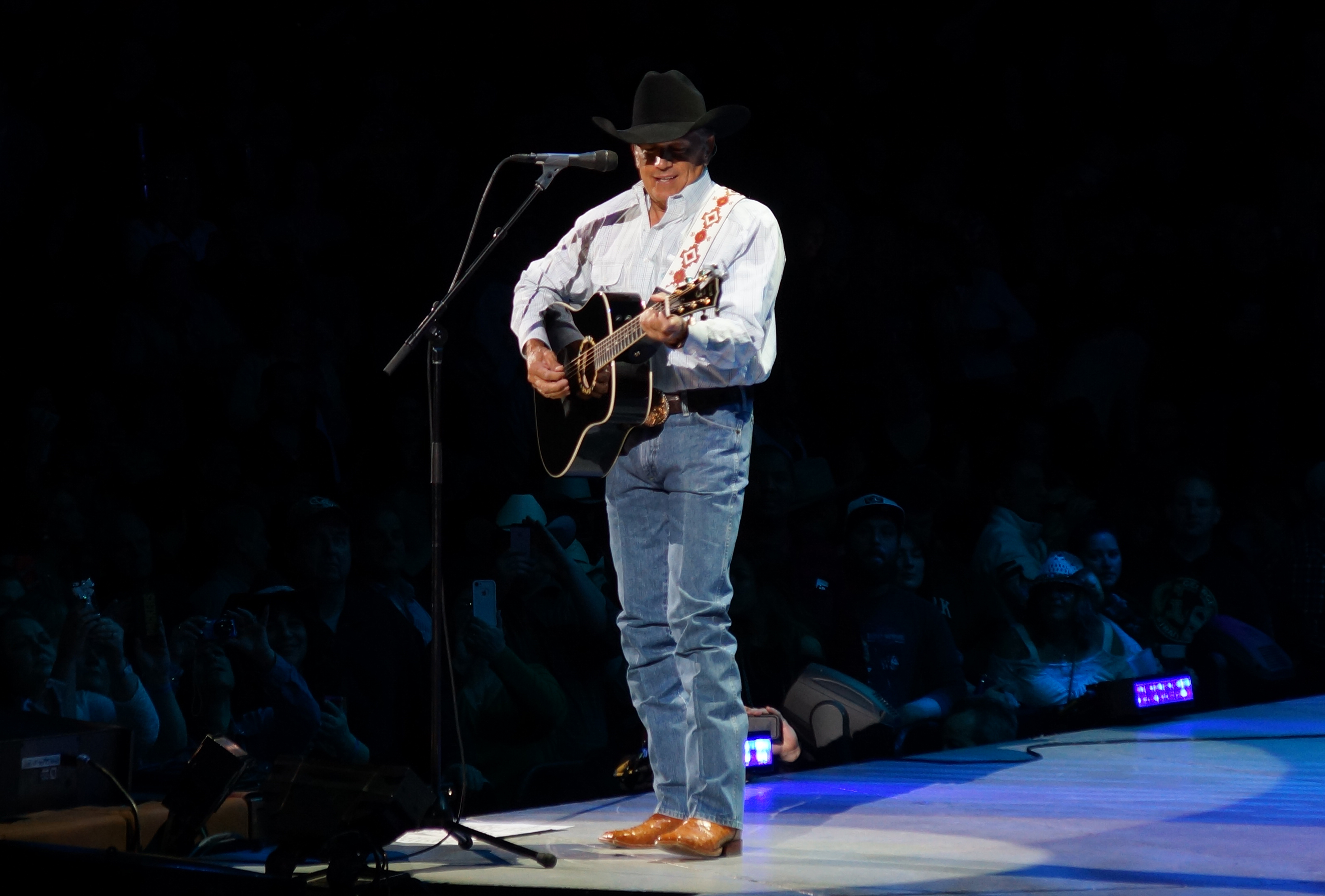
George Strait in concerto nel 2014

Nell'ottobre del 2012, venne pubblicato il singolo Give It All We Got Tonight, che venne poi inserito nell'album Love Is Everything, pubblicato il 14 maggio 2013. Questo brano fu per George il 60º numero uno in classifica prima di superare i 60 anni, e raggiunse la vetta della classifica "Mediabase" nello stesso mese in cui venne pubblicato l'album. Il secondo singolo estratto, I Believe raggiunse solo il 50º posto in classifica diventando il primo singolo di Strati a mancare il traguardo della quarantesima posizione. Nel 2013, Strait vinse il premio CMA Animatore dell'Anno.
Nel novembre del 2013, il Billboard Magazine presentò Strait conferendogli l'ennesimo premio alla carriera durante la decima edizione del Billboard Touring Award, una sorta di festival annuale della musica country. Il premio celebra i migliori artisti dell'industria discografica basandosi sulla classifica Billboard e agli incassi delle vendite. Strait fu il primo artista country a ricevere questo premio.
Il 19 aprile 2015, Strait fu invitato come ospite alla cermionia degli ACM Awards eseguendo All My Ex's Lives In Texas e il suo nuovo singolo Let it Go.
Nel 2019 pubblica il ventinovesimo album in studio Honky Tonk Time Machine.
Il 15 giugno 2024, Strait ha stabilito il nuovo record per il concerto con il maggior numero di spettatori paganti nella storia degli Stati Unti, con un pubblico stimato di 110,905 nel suo natale Texas. Nello stesso periodo egli annuncia l'uscita del suo trentesimo album in studio, dal titolo Cowboys and Dreamers. Il disco, in uscita il 6 settembre dello stesso anno, è stato preannunciato da tre singoli: "MIA Down in MIA", "The Little Things" e "Three Drinks Behind".

## Vita privata

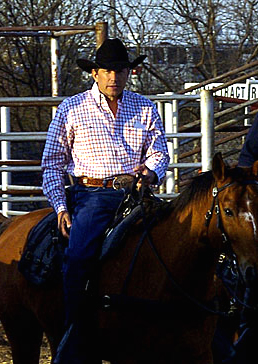
George Strait a San Antonio in un ranch

### Matrimonio, figli e famiglia
George Strait si sposò con sua moglie Norma nel dicembre del 1971, dopo che la coppia scappò in Messico.
Strait e Norma hanno avuto 2 figli: la primogenita, Jenifer, nata il 6 ottobre 1972 e il secondogenito George Jr. detto "Bubba" nato nel 1981. Jenifer morì all'età di 13 anni in un incidente automobilistico a San Marcos il 25 giugno 1986. La famiglia fondò l'associazione Jenifer Lynn Strait, che si occupa di beneficenza a favore dei bambini poveri di San Antonio. George Strait Jr., laureato al Texas A&M College, era solito gareggiare per l'Associazione Professionale Cowboy da Rodeo (PRCA).
Nel febbraio del 2012 nacque il suo primo nipote, figlio di George Jr. e della moglie Tamara. Secondo la stampa locale, il bambino fu chiamato George H. Strait III in onore di suo nonno. Doris Couser, madre di George Strait e Jacklyn Gise, madre di Jeffrey Bezos, sono cugine di secondo grado, rendendo il figlio di Strait, Bubba Jr., cugino di terzo grado di Bezos.
La carriera da cantante lo ha reso uno dei più ricchi musicisti al mondo, con un patrimonio stimato oltre 300 milioni di dollari.

### Beneficenza e passioni
Dal 2010 George Strait è il portavoce ufficiale della Wrangler National Patriot, una campagna che si occupa di reperire fondi per i veterani di guerra e le loro famiglie. Strait possiede un aereo personale che usa per i frequenti spostamenti, un Challenger Bombardier 300, che è parcheggiato all'aeroporto di Landmark nei pressi di San Antonio. L'aereo è stato usato per trasportare il governatore del Texas Greg Abbott e per aiutare i salvataggi in occasione del uragano Harvey, che devastò l'area costiera del Texas. Assieme al suo amico di lunga data Tom Cusick, Strait creò il torneo di golf Vaqueros Del Mar e tiene tuttora un concerto annuale nel resort Texas Hill Country Tapatio Springs a Boerne in Texas.
In entrambi gli eventi, frequentabili solo su invito, viene raccolto denaro per la fondazione Feherty's Troops First Foundation, che aiuta i militari feriti in guerra e le loro famiglie. Dal 2012 sono stati raccolti più di 5 milioni di dollari. Nel 2018 Strait è stato nominato Texano dell'Anno dal Texas Legislative conference, un gruppo statale di imprenditori e leader politici. La nomina gli è stata conferita per il suo impegno nella raccolta fondi a favore delle vittime dell'uragano Harvey.
Egli è diventato amico di numerosi presidenti degli Stati Uniti, tra cui si ricordano George H.W. Bush (la cui canzone preferita è proprio Love Without End, Amen di George Strait) ed il figlio George Bush.

### Religione
George Strait è cristiano battista e, in diverse interviste, ha affermato che la sua fede lo ha aiutato nell'affrontare la morte di sua figlia Jenifer. Diverse sue canzoni trattano tematiche religiose tra le quali “I Saw God Today”, "I Believe" e “God and Country Music”.

## Discografia

### Album in studio
- Strait Country (1981)
- Strait from the Heart (1982)
- Right or Wrong (1983)
- Does Fort Worth Ever Cross Your Mind (1984)
- Something Special (1985)
- #7 (1986)
- Ocean Front Property (1987)
- If You Ain't Lovin' You Ain't Livin' (1988)
- Beyond the Blue Neon (1989)
- Livin' It Up (1990)
- Chill of an Early Fall (1991)
- Holding My Own (1992)
- Easy Come Easy Go (1993)
- Lead On (1994)
- Blue Clear Sky (1996)
- Carrying Your Love with Me (1997)
- One Step at a Time (1998)
- Always Never the Same (1999)
- George Strait (2000)
- The Road Less Traveled (2001)
- Honkytonkville (2003)
- Somewhere Down in Texas (2005)
- It Just Comes Natural (2006)
- Troubadour (2008)
- Twang (2009)
- Here for a Good Time (2011)
- Love Is Everything (2013)
- Cold Beer Conversation (2015)
- Honky Tonk Time Machine (2019)
- Cowboys and Dreamers (2024)

### Raccolte
- Greatest Hits (1985)
- Greatest Hits Volume Two (1987)
- Ten Strait Hits (1991)
- Strait Out of the Box (1995)
- Latest Greatest Straitest Hits (2000)
- 20th Century Masters: The Millennium Collection (2002)
- 50 Number Ones (2004)
- 22 More Hits (2007)
- Icon (2011)
- Icon 2 (2011)
- Sixty Number Ones (2013)
- Strait Out of the Box: Part 2 (2016)

### Album dal vivo
- For the Last Time: Live from the Astrodome (2003)
- Live at Texas Stadium (2007) - con Alan Jackson e Jimmy Buffett
- The Cowboy Rides Away: Live from AT&T Stadium (2014)

### Album natalizi
- Merry Christmas Strait to You! (1986)
- Merry Christmas Wherever You Are (1999)
- 20th Century Masters: The Christmas Collection (2003)
- Fresh Cut Christmas (2006)
- Classic Christmas (2006)
- Christmas Time: 15 Holiday Favorites (2011)
- Strait for the Holidays (2016)

### Colonne sonore
- Pure Country (1992)

## Onori, riconoscimenti e record

### Record e onorificenze
Strait ha totalizzato 60 primi posti tra tutte le classifiche musicali riconosciute ufficialmente (tra cui Mediabase 24/7, la precedente classifica Radio & Records e la defunta classifica Gavin Report) e risulta essere uno degli artisti che hanno conquistato più primi posti in assoluto di qualsiasi genere musicale. Inoltre, Strait, è l'unico artista nella storia (prendendo in considerazione Billboard) ad avere almeno un singolo nella Top 10 di una classifica Billboard per 30 anni consecutivi.

Strait ha venduto più di 70 milioni di dischi negli Stati Uniti, e le sue certificazioni dalla RIAA un totale di 77 sia singoli che album che hanno raggiunto una certificazione (di cui 20 dischi multi-platino, 33 dischi di platino e 24 dischi d'oro).. Negli anni ha collezionato 5 primi posti nella Billboard Hot 200 (classifica dei dischi più venduti in America) e 44 nella Hot Country Singles (singoli country più venduti).

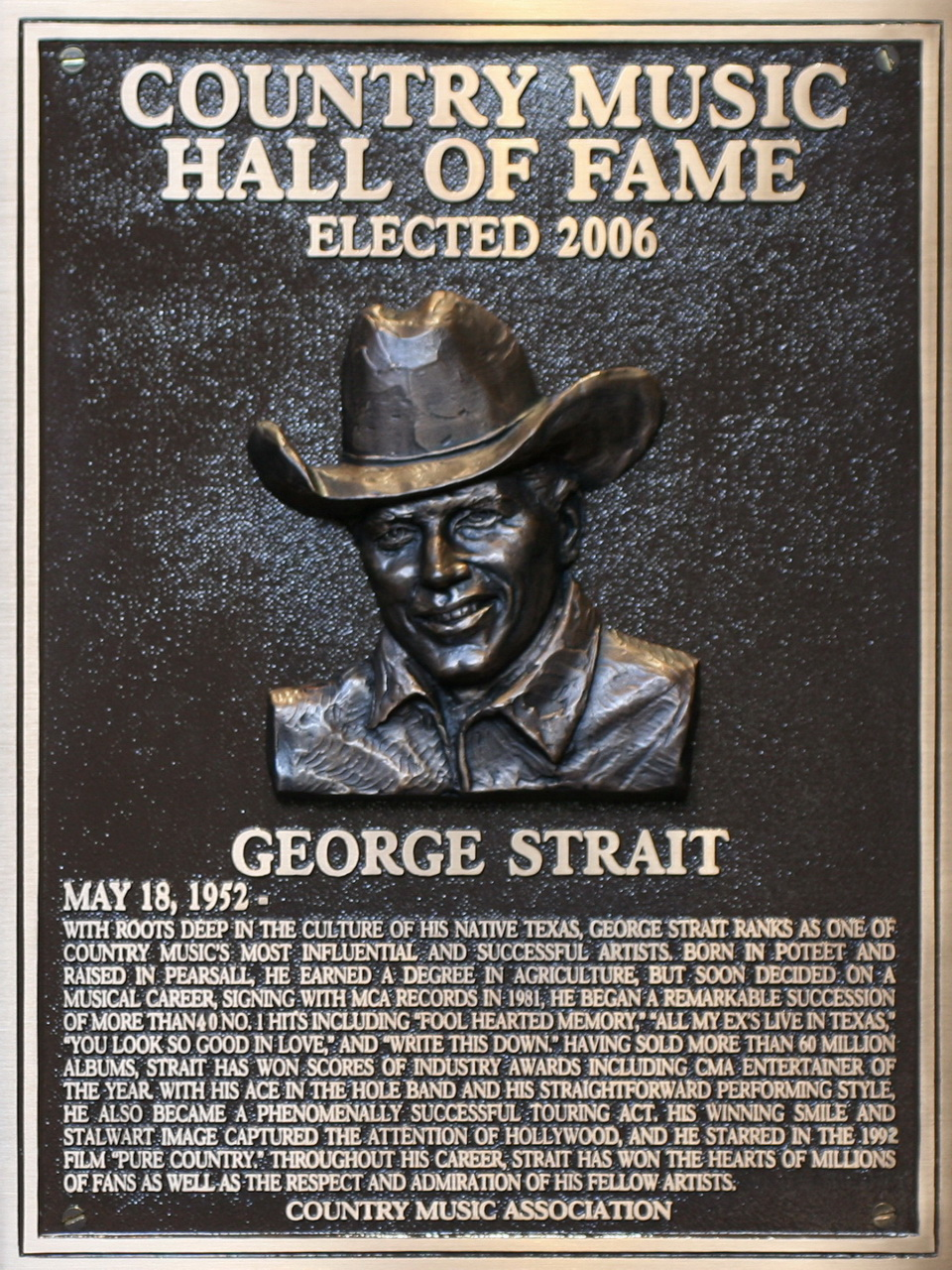
Targa di George Strait alla Country Music Hall of Fame

Il 7 giugno 2014 all’ “AT&T Stadium” Arlington, Texas, George Strait ha battuto il record del concerto con più persone al coperto della storia, con un pubblico stimato superiore a 104.000 persone. Nel 2024, dopo 10 anni, in un concerto in Texas, suo stato natale, il pubblico fu di oltre 110.000 persone, battendo il record americano di maggior numero di spettatori paganti nella storia.
Nella storia della musica country, Strait detiene il record di maggior numero di album e singoli primi in classifica. Si classifica secondo dopo solamente Elvis Presley per numero di dischi di platino assegnati per gli album in studio nella classifica della storia della musica statunitense (in totale ne ha collezionati 24, più dei The Beatles).
Strait ha vinto 22 CMA Awards, con 2 vittorie consecutive nel 1989 e 1990, come cantante dell'anno. Nel 2009 ha battuto il record di CMA Awards ricevuti e ne detiene anche il record di nomination.
Eletto nella Hall of Fame della musica country nel 2006, subito dopo aver eseguito il suo ultimo successo "Give It Away", è stato premiato con una targa al 40º anniversario del CMA Awards. Solo Eddy Arnol ebbe l'onore di essere inserito in questa Hall of Fame.
L'8 giugno del 2010 Strait fu nominato il migliore artista country degli ultimi 25 anni e nell'ottobre 2008 la ACM lo nominò artista del decennio degli anni 2000. I precedenti vincitori furono: Marty Robbins (1960), Loretta Lynn (1970), Alabama (1980) e Garth Brooks (1990).
Con la vittoria nel 2013 del premio Intrattenitore dell'anno, fu l'unico artista a vincerlo in tre decenni differenti.
Il 1º giugno del 2013 Strait apparve all'Alamodome a San Antonio, Texas, di fronte a 70'000 fans per tenere l'ultimo concerto della prima parte del tour di addio.
Il governatore Rick Perry, presente al concerto con la moglie Lady Anita Thigpen Perry, annunciò che il 18 maggio (giorno del compleanno di George) sarebbe stato celebrato come il "George Strait Day" in tutto il Texas.

### Riconoscimenti
CMA = Country Music Association
ACM = Academy of Country Music
| Anno | Premio                                | Categoria                                                    | Nota   |
| ---- | ------------------------------------- | ------------------------------------------------------------ | ------ |
| 1985 | Academy of Country Music              | Top Male Vocalist                                            | [ 18 ] |
| 1985 | Country Music Association             | Male Vocalist of the Year                                    | [ 19 ] |
| 1985 | Country Music Association             | Album of the Year                                            | [ 19 ] |
| 1986 | Academy of Country Music              | Top Male Vocalist                                            | [ 18 ] |
| 1986 | Academy of Country Music              | Album of the Year                                            | [ 18 ] |
| 1986 | Music City News Country               | Male Artist of the Year                                      |        |
| 1986 | Country Music Association             | Male Vocalist of the Year                                    | [ 19 ] |
| 1986 | Billboard Year-End Awards             | Top Country Artist                                           |        |
| 1987 | Billboard Year-End Awards             | Top Country Artist                                           |        |
| 1988 | Academy of Country Music              | Top Male Vocalist                                            | [ 18 ] |
| 1989 | Country Music Association             | Entertainer of the Year                                      | [ 19 ] |
| 1989 | Special                               | Connie B. Gay Award                                          |        |
| 1989 | Academy of Country Music              | Entertainer of the Year                                      | [ 18 ] |
| 1989 | Special                               | Presidential American Success Award                          |        |
| 1990 | Country Music Association             | Entertainer of the Year                                      | [ 19 ] |
| 1990 | Radio & Records                       | Country Performer Of The Year                                |        |
| 1991 | American Music Awards                 | Favorite Country Male Artist                                 |        |
| 1992 | Academy of Country Music              | Tex Ritter Movie Of The Year                                 | [ 18 ] |
| 1995 | Academy of Country Music              | Single of the Year                                           | [ 18 ] |
| 1995 | ASCAP                                 | Voice Of Music Award                                         |        |
| 1996 | TNN/Music City News                   | Video of the Year                                            |        |
| 1996 | TNN/Music City News                   | Single of the Year                                           |        |
| 1996 | TNN/Music City News                   | Album of the Year                                            |        |
| 1996 | Music City News Country               | Single of the Year                                           |        |
| 1996 | Country Music Association             | Single of the Year                                           | [ 19 ] |
| 1996 | Country Music Association             | Album of the Year                                            | [ 19 ] |
| 1996 | Country Music Association             | Male Vocalist of the Year                                    | [ 19 ] |
| 1996 | Academy of Country Music              | Top Male Vocalist                                            | [ 18 ] |
| 1996 | Academy of Country Music              | Album of the Year                                            | [ 18 ] |
| 1996 | Radio & Records                       | Best Single                                                  | [ 18 ] |
| 1996 | Radio & Records                       | Best Male Vocalist                                           |        |
| 1996 | Radio & Records                       | Most Valuable Performer                                      |        |
| 1997 | TNN/Music City News                   | Album of the Year                                            |        |
| 1997 | Country Music Association             | Male Vocalist of the Year                                    | [ 19 ] |
| 1997 | Country Music Association             | Album of the Year                                            | [ 19 ] |
| 1997 | American Music Award                  | Favorite Country Album                                       |        |
| 1997 | Academy of Country Music              | Top Male Vocalist                                            | [ 18 ] |
| 1997 | Academy of Country Music              | Album of the Year                                            | [ 18 ] |
| 1997 | Radio & Records                       | Best Album                                                   |        |
| 1997 | Radio & Records                       | Best Male Vocalist                                           |        |
| 1998 | Country Music Association             | Male Vocalist of the Year                                    | [ 19 ] |
| 1998 | American Music Awards                 | Favorite Country Male Artist                                 |        |
| 1998 | American Music Awards                 | Favorite Country Album                                       |        |
| 1998 | Radio & Records                       | Best Male Vocalist                                           |        |
| 1999 | Country Weekly Golden Pick Awards     | Favorite Song                                                |        |
| 1999 | Country Weekly Golden Pick Awards     | Favorite Line Dance Song                                     |        |
| 1999 | Country Weekly Golden Pick Awards     | Favorite Video Entertainer                                   |        |
| 1999 | Country Weekly Golden Pick Awards     | Favorite Male Artist                                         |        |
| 1999 | Country Weekly Golden Pick Awards     | Favorite Entertainer                                         |        |
| 1999 | Country Weekly / TNN/CMT Music Awards | Album of the Year                                            |        |
| 2000 | Country Weekly / TNN/CMT Music Awards | Impact Artist of the Year                                    |        |
| 2000 | Country Weekly / TNN/CMT Music Awards | Single of the Year                                           |        |
| 2000 | Country Weekly / TNN/CMT Music Awards | Male Artist of the Year                                      |        |
| 2000 | Country Weekly / TNN/CMT Music Awards | Entertainer of the Year                                      |        |
| 2000 | Country Weekly / TNN/CMT Music Awards | Album of the Year                                            |        |
| 2000 | Country Music Association             | Vocal Event of the Year                                      | [ 19 ] |
| 2001 | Country Music Association             | Song of the Year                                             | [ 19 ] |
| 2002 | Country Weekly                        | Favorite Collaborative Song                                  |        |
| 2003 | CMT 40 Greatest Men of Country Music  | Classificato al nono posto                                   |        |
| 2003 | Academy of Country Music              | Special Achievement Award (in recognition of 50 No. 1 Songs) | [ 18 ] |
| 2003 | Special Award                         | National Medal of Arts                                       |        |
| 2005 | Country Music Association             | Musical Event of the Year                                    | [ 19 ] |
| 2006 | Honorary Doctoral Degree              | Texas State University - San Marcos                          |        |
| 2006 | Country Music Hall of Fame            | Inserito nella Country Music Hall of Fame                    |        |
| 2006 | Academy of Country Music              | Single Record of the Year                                    | [ 19 ] |
| 2006 | Academy of Country Music              | Single Record of the Year                                    | [ 19 ] |
| 2006 | Academy of Country Music              | Song of the Year                                             | [ 19 ] |
| 2007 | Country Music Association             | Song of the Year                                             | [ 19 ] |
| 2007 | Country Music Association             | Album of the Year                                            | [ 19 ] |
| 2008 | Country Music Association             | Single of the Year                                           | [ 19 ] |
| 2008 | Country Music Association             | Album of the Year                                            | [ 19 ] |
| 2009 | Grammy Awards                         | Best Country Album                                           |        |
| 2009 | Academy of Country Music              | Artist of the Decade                                         | [ 18 ] |
| 2010 | Billboard                             | Top Country Artist of the Past 25 Years                      | [ 20 ] |
| 2013 | Country Radio Broadcasters Inc.       | Country Radio Broadcasters Career Achievement Award          |        |
| 2013 | ASCAP                                 | ASCAP Founders Award                                         |        |
| 2013 | Billboard Touring Awards              | Legend of Live Award                                         |        |
| 2013 | Country Music Association             | Entertainer of the Year                                      | [ 19 ] |
| 2014 | Academy of Country Music              | Entertainer of the Year                                      | [ 18 ] |
| 2015 | Academy of Country Music              | 50th Anniversary Milestone Award Winner                      | [ 18 ] |
| 2017 | Academy of Country Music              | Cliffie Stone Icon Award                                     | [ 18 ] |

## Stile musicale
Lo stile di musica di Strait viene generalmente identificato come "Country neotradizionale", che si basa sulla strumentazione tradizionale della musica country, cioè la steel guitar, il violino e il pedal steel guitar. Il suo stile è stato anche etichettato come Western swing,e honky-tonk.
La sua è una voce baritonale, caratterizzata da un timbro vellutato e da un'emissione vocale simile a quella dei crooner statunitensi, dei quali Strait si è spesso detto grande ammiratore.

## Filmografia
Strait ha recitato in diversi film. Ha recitato una piccola parte nel film Executor (1982) e ha fatto parte del cast di Pure Country (1992). È anche apparso, nel ruolo di sé stesso, nel film Grand Champion (2002).
| Anno | Titolo                   | Ruolo                  |
| ---- | ------------------------ | ---------------------- |
| 1982 | Executor (film)          | Sé stesso              |
| 1992 | Pure Country             | Wyatt "Dusty" Chandler |
| 2002 | Grand Champion           | Sé stesso              |
| 2003 | King of the Hill         | Voce di Cornell        |
| 2011 | Pure Country 2: The Gift | Sé stesso              |